# Czesław Olszewski (fotograf)

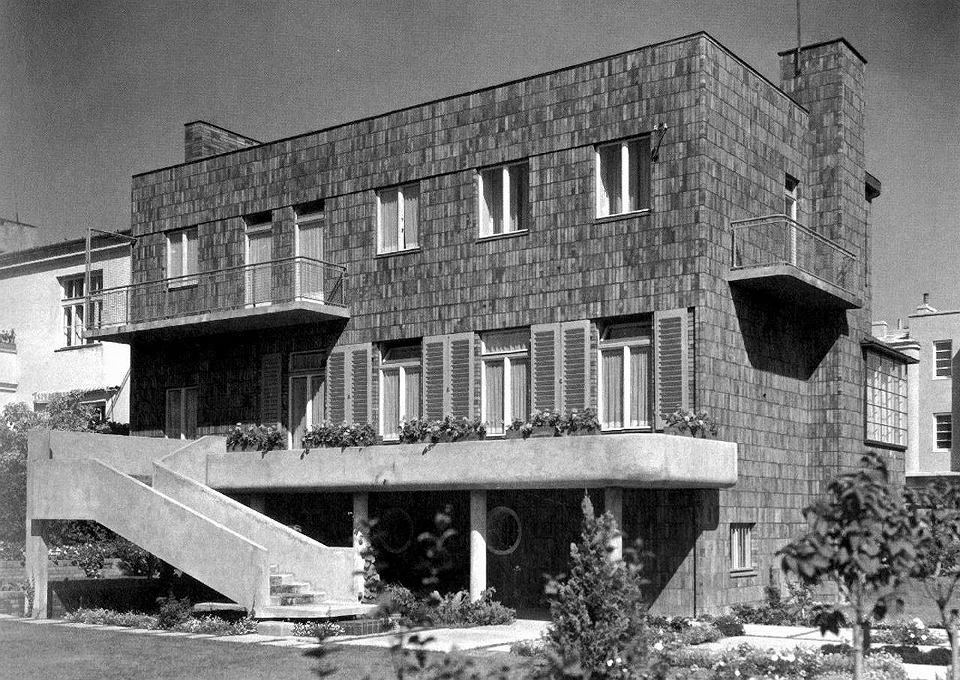
Foto: Czesław Olszewski

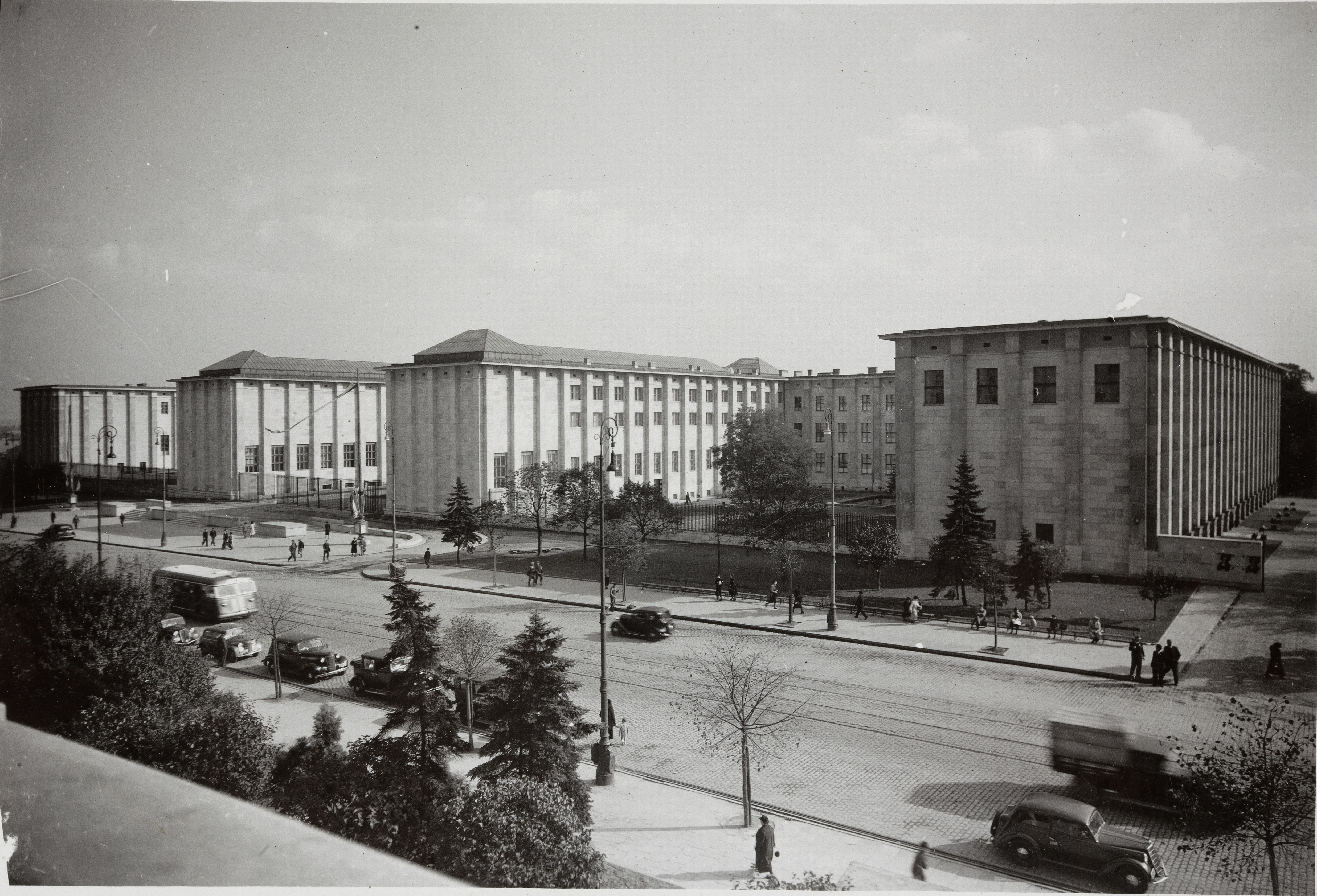
Foto: Czesław Olszewski

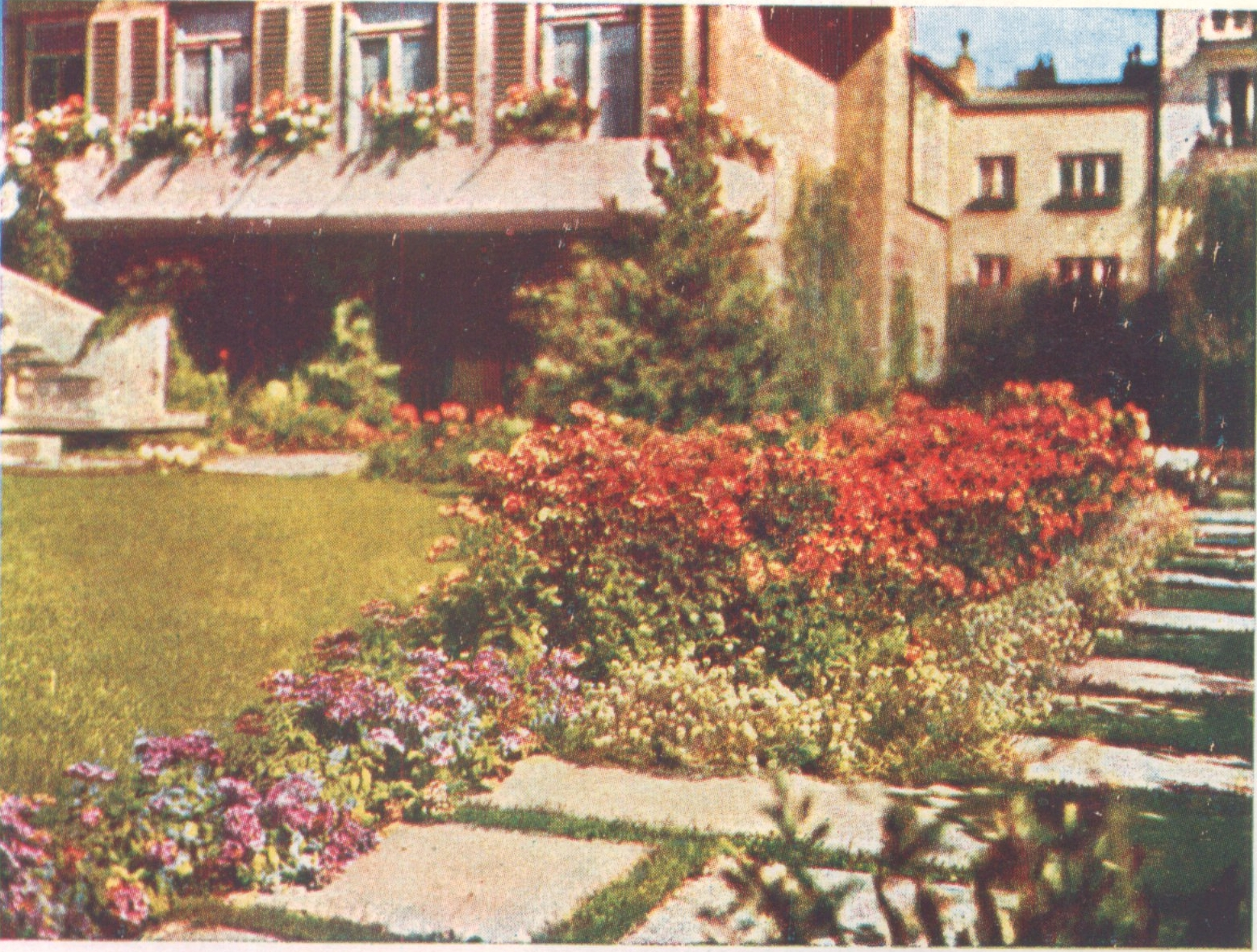
Foto: Czesław Olszewski. Willa Romualda Gutta przy ul. Kieleckiej 33a w Warszawie – na fotografii kolorowej wykonanej w 1937

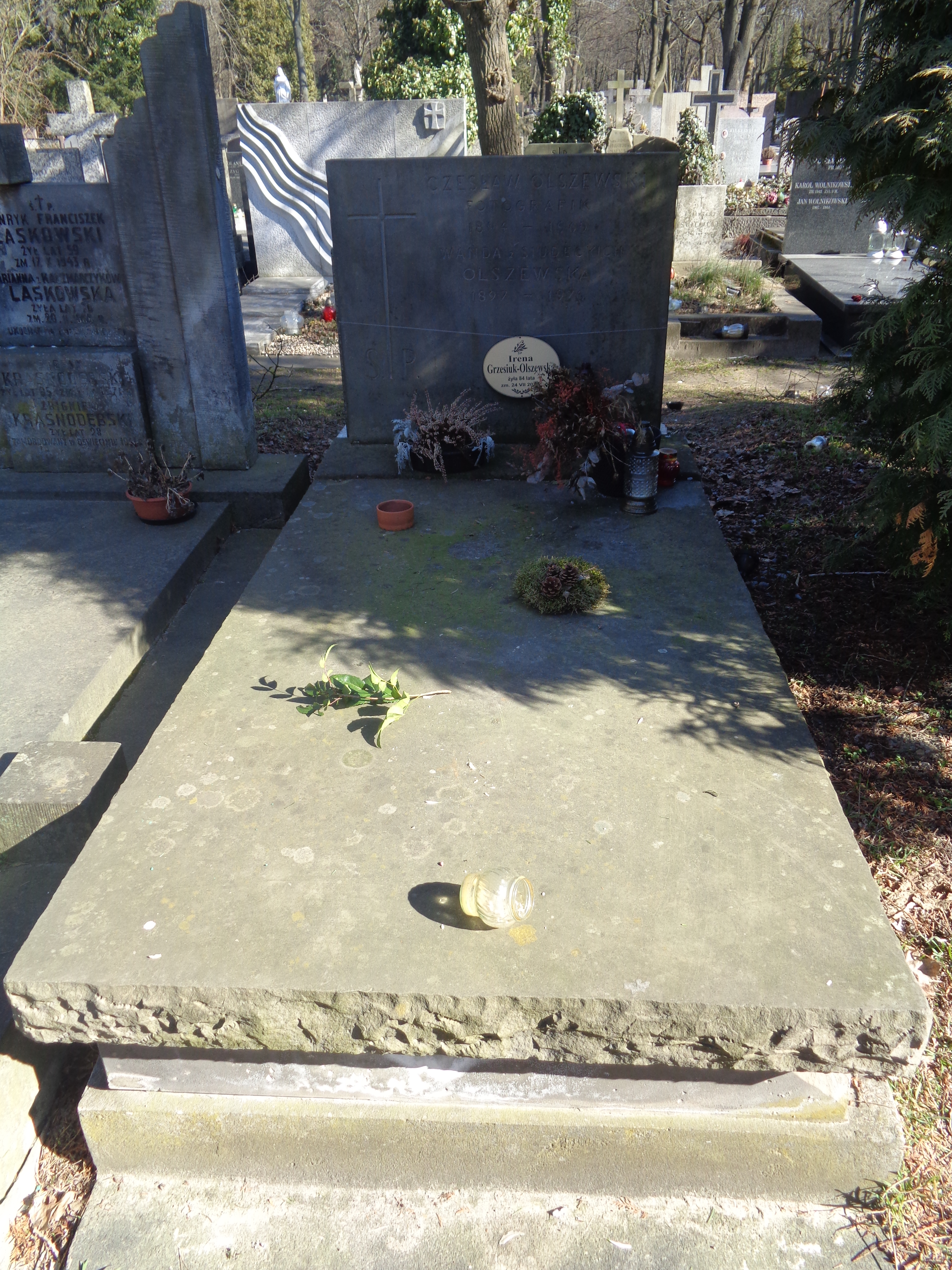
Grób Czesława Olszewskiego na cmentarzu Powązkowskim

Czesław Olszewski (ur. 19 czerwca 1894 w Grójcu, zm. 11 października 1969 w Warszawie) – polski fotograf, dokumentalista. Współzałożyciel Syndykatu Fotoreporterów Rzeczypospolitej Polskiej.

## Życiorys
Czesław Olszewski syn Hilarego Pawła Olszewskiego (1861–1914) i Władysławy Olszewskiej (1863–1944). Ukończył gimnazjum w Piotrkowie Trybunalskim. Związany z warszawskim środowiskiem fotograficznym – od połowy lat 20. XX wieku mieszkał i pracował w Warszawie. Fotografował od 1925 roku – początki podczas niedokończonych studiów (Wydział Architektury Politechniki Warszawskiej). W latach 1929–1941 był wykładowcą Miejskich Kursów Fototechnicznych w Warszawie. Od początku lat 30. XX wieku jako fotograf współpracował z czasopismami Arkady oraz Architektura i Budownictwo. W 1938 był jednym ze współzałożycieli Syndykatu Fotoreporterów Rzeczypospolitej Polskiej. W latach 1945–1946 był dyrektorem Liceum Technik Plastycznych w Tarnowie. Po 1946 ponownie zamieszkał w Warszawie – pracował w Wydziale Oświaty Kultury i Sztuki Zarządu Miejskiego Warszawy.
Miejsce szczególne w jego twórczości zajmowała fotografia architektury (w dużej części poświęcona Warszawie), fotografia dokumentacyjna (m.in. fotografia eksponatów na wystawach w Paryżu – 1937 i Nowym Jorku – 1939), fotografia krajobrazowa, fotografia krajoznawcza oraz fotografia pejzażowa.  
Czesław Olszewski uczestniczył w wielu wystawach; indywidualnych, zbiorowych oraz pokonkursowych – podczas których otrzymywał nagrody i wyróżnienia (m.in. był laureatem indywidualnej nagrody w Wielkim Konkursie Fotograficznym Piękno Warszawy, w 1937 roku). Jego fotografie były publikowane w licznych wydawnictwach albumowych (m.in. był autorem zdjęć do albumów Sztuka Sakralna w Polsce oraz Łazienki Warszawskie). W 1937 był twórcą własnej techniki fotograficznej (opracowanej na potrzeby wystawy Warszawa przyszłości, przygotowanej przez prezydenta Stefana Starzyńskiego) – techniki plastycznych przeźroczy, dającej efekt zbliżony do trójwymiarowości. Technikę plastycznych przeźroczy opatentował w 1957 roku. Był pionierem fotografii barwnej przed II wojną światową.
Jego synem był Andrzej Kazimierz Olszewski, historyk sztuki.
Czesław Olszewski zmarł 11 października 1969, pochowany na cmentarzu Powązkowskim w Warszawie (kwatera 284d wprost, rząd 2, grób 26).
Prace Czesława Olszewskiego znajdują się w zbiorach m.in. Biblioteki Narodowej, Biblioteki Politechniki Warszawskiej, Instytutu Sztuki Polskiej Akademii Nauk, Muzeum Narodowego w Warszawie, Zamku Królewskiego w Warszawie.

## Publikacje (albumy)
- Warszawa nowoczesna. Fotografie z lat trzydziestych XX wieku, Raster, Instytut Sztuki PAN, Stowarzyszenie Liber Pro Arte, Warszawa 2012, ISBN 978-83-932884-3-4[9]
- Miastowidzenie. Fotografie Czesława Olszewskiego / Seeing the Cityscape. Czesław Olszewski’s Photography, Dom Spotkań z Historią, Warszawa 2022, ISBN 978-83-66068-38-4[10]